# Національні паперові гроші України

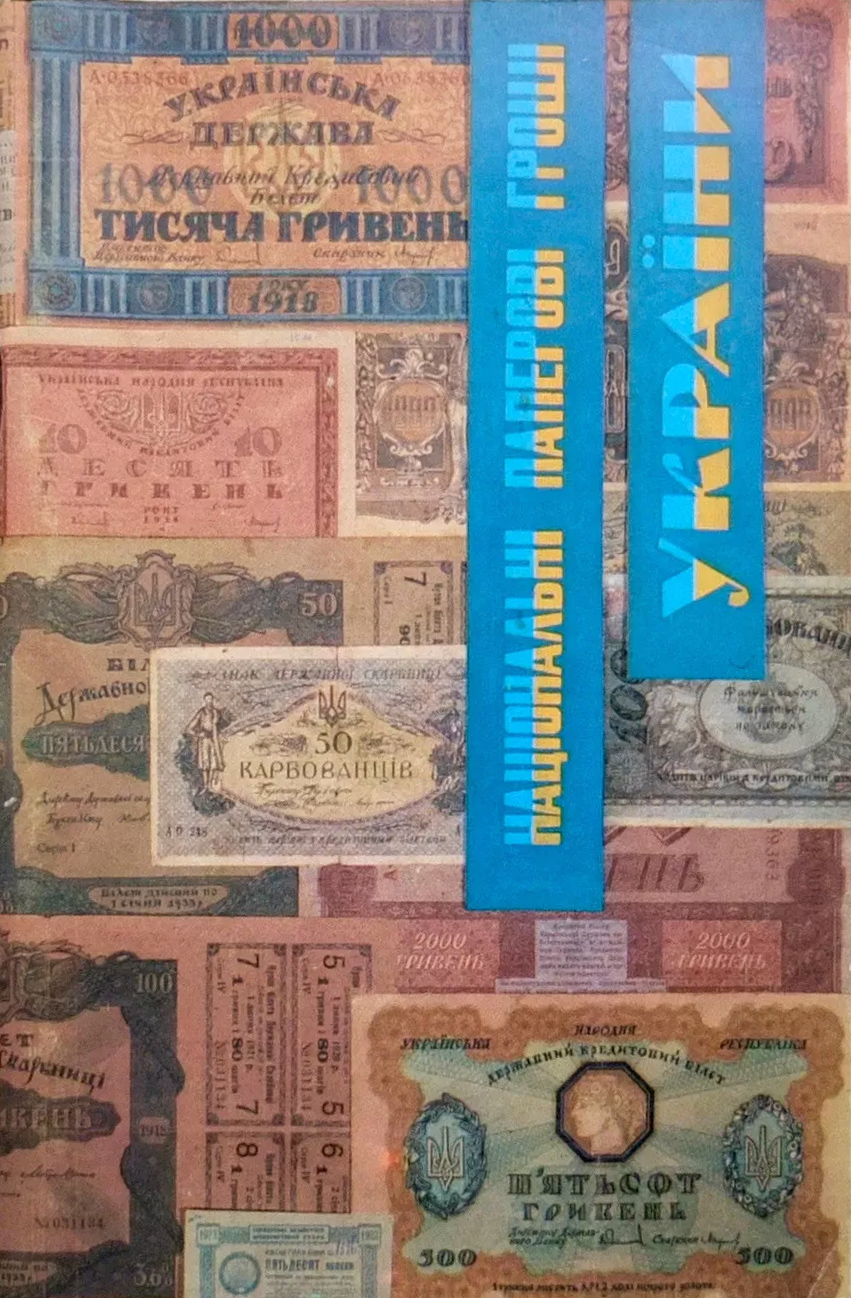
Титульна сторінка книжки.

«Націона́льні паперо́ві гро́ші Украї́ни» — книга, що містить опис усіх паперових грошей України, які були в обігу протягом 1917—1920 років. Книгу виданано 1992 року в Донецьку. Автор історичного нарису — Роберт Тхоржевський.
Це один із перших каталогів із боністики після проголошення незалежності України .

## Опис
У виданні коротко викладено історію паперових грошей різних українських урядів за часів між скасуванням грошових знаків Російської імперії та введенням єдиної валюти СРСР. У розділі ілюстрацій є опис (українською, англійською та російською мовами) та характеристики кожної купюри тих часів.
Вміщені кольорові ілюстрації всіх українських банкнот, що були в обігу в 1917—1920 роках.

## Права
- Видавничо-комерційна фірма «Аспект», 1991
- Роберт Тхоржевський, історичий нарис, 1992
- Олег Русак, художнє оформлення, 1992